# الكندي
أبو يُوسُفَ يَعْقُوبُ بنُ إِسْحاقَ الكِنْدِيُّ (185- 256 هـ / 801- 873 م) عالم عربي مسلم، برع في الفلك والفلسفة والكيمياء والفيزياء والطب والرياضيات والموسيقى وعلم النفس والمنطق. يعرف عند الغرب باسم (باللاتينية: Alkindus)، ويعد الكندي أول الفلاسفة المَشّائِين المسلمين[وفقًا لِمَن؟]، كما اشتهر بجهوده في تعريف العرب والمسلمين بالفلسفة اليونانية القديمة والهلنستية.
عاش في البصرة في مطلع حياته ثم انتقل منها إلى بغداد حيث أقبل على العلوم والمعارف لينهل من معينها، وذلك في فترة الإنارة العربية على عهد المأمون والمعتصم، في جو مشحون بالتوتر العقائدي بسبب مشكلة خلق القرآن وسيطرة مذهب الاعتزال وذيوع التشيع، وكان القرن الثالث الهجري يموج بألوان شتى من المعارف القديمة والحديثة وذلك بتأثير حركة النقل والترجمة، فأكب الكندي على الفلسفة والعلوم القديمة حتى حذقها.
أوكل إليه المأمون مهمة الإشراف على ترجمة الأعمال الفلسفية والعلمية اليونانية إلى العربية في بيت الحكمة، وقد عدّه ابن أبي أصيبعة مع حنين بن إسحق وثابت بن قرة وابن الفرخان الطبري حذّاق الترجمة المسلمين. كان لاطلاعه على ما كان يسميه علماء المسلمين آنذاك «بالعلوم القديمة» أعظم الأثر في فكره، حيث مكّنه من كتابة أطروحات أصلية في الأخلاقيات وما وراء الطبيعة والرياضيات والصيدلة.
في الرياضيات، لعب الكندي دورًا هامًا في إدخال الأرقام الهندية إلى العالم الإسلامي والمسيحي، كما كان رائدًا في استخراج المعمى، واستنباط أساليب جديدة لاختراق المعماة. باستخدام خبرته الرياضية والطبية، وضع مقياسًا يسمح للأطباء بقياس فاعلية الدواء، كما أجرى تجارب حول العلاج بالموسيقى.
كان الشاغل الذي شغل الكندي في أعماله الفلسفية، هو إيجاد التوافق بين الفلسفة والعلوم الإسلامية الأخرى، وخاصة العلوم الدينية. تناول الكندي في الكثير من أعماله مسائل فلسفية دينية مثل طبيعة الله والروح والوحي. لكن على الرغم من الدور المهم الذي قام به في جعل الفلسفة في متناول المثقفين المسلمين آنذاك، إلا أن أعماله لم تعد ذات أهمية بعد ظهور علماء مثل الفارابي بعده، ولم يبق سوى عدد قليل جدًا من أعماله للعلماء المعاصرين لدراستها. ومع ذلك، لا يزال الكندي يعد من أعظم الفلاسفة ذوي الأصل العربي، لما لعبه من دور في زمانه، لهذا يلقب بـ «أبو الفلسفة العربية» أو «فيلسوف العرب».

## نسبه
هو أبو يُوسُفَ يَعْقُوبُ بنُ إِسْحاقَ بنِ الصَّبَّاحِ بنِ عِمْرانَ بنِ إسماعِيلَ بن محمد بن معديكرب الأشعث بن قيس بن معديكرب بن معاوية بن جبلة بن عدي بن ربيعة بن معاوية الأكرمين بن الحارث الأصغر بن معاوية بن الحارث الأكبر بن معاوية بن ثور بن مرتع بن معاوية بن كندة.

## حياته

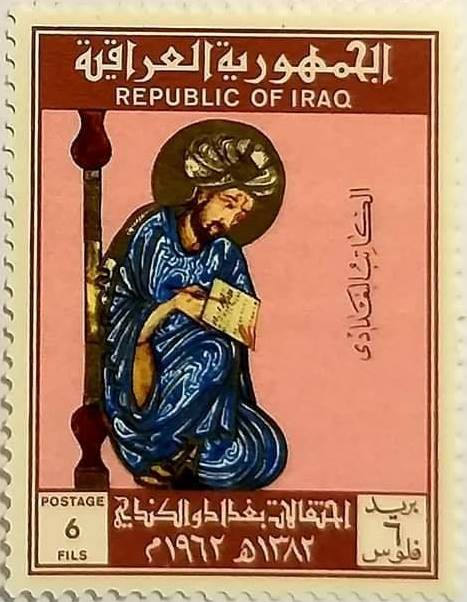
طابع بريدي عراقي فئة 6 فلوس صدر عام 1962م بمناسبة الذكرى الالفيه لتأسيس مَدينة بَغداد واحياء لذكرى الفيلسوف الكِندي.

ولد في الكوفة في بيت من بيوت شيوخ قبيلة كندة. كان والده واليًا على الكوفة، حيث تلقى علومه الأولية، ثم انتقل إلى بغداد، حيث حظي بعناية الخليفتين المأمون والمعتصم، حيث جعله المأمون مشرفًا على بيت الحكمة - الذي كان قد أنشئ حديثًا لترجمة النصوص العلمية والفلسفية اليونانية القديمة - في بغداد. عرف الكندي أيضًا بجمال خطه، حتى أن المتوكل جعله خطاطه الخاص.
عندما خلف المعتصم أخاه المأمون، عينه المعتصم مربيًا لأبنائه. ولكن مع تولي الواثق والمتوكل، أفل نجم الكندي في بيت الحكمة. هناك عدة نظريات لتفسير سبب حدوث ذلك، فقد رجح البعض أن ذلك بسبب التنافس في بيت الحكمة، والبعض قال إن السبب تشدد المتوكل في الدين، حتى أن الكندي تعرّض للضرب، وصودرت مؤلفاته لفترة. فقد قال هنري كوربين - الباحث في الدراسات الإسلامية - إن الكندي توفي في بغداد وحيدًا عام 259 هـ/873 م في عهد الخليفة المعتمد.
بعد وفاته، اندثر الكثير من أعمال الكندي الفلسفية، وفقد الكثير منها. يشير فيليكس كلاين فرانكه إلى وجود عدة أسباب لذلك، فبصرف النظر عن تشدد المتوكل الديني، فقد دمّر المغول عددًا لا يحصى من الكتب، عند اجتياحهم بغداد. إضافة إلى سبب أكثر احتمالًا وهو أن كتاباته لم تعد تلقى قبولًا بين أشهر الفلاسفة اللاحقين كالفارابي وابن سينا.

## إسهاماته العلمية
كان الكندي عالمًا بجوانب مختلفة من الفكر، وعلى الرغم أن أعماله عارضتها أعمال الفارابي وابن سينا، إلا أنه يعد أحد أعظم فلاسفة المسلمين في عصره. وقد قال عنه المؤرخ النديم في الفهرست:
| « | فاضل دهره وواحد عصره في معرفة العلوم القديمة بأسرها، ويسمى فيلسوف العرب. ضمت كتبه مختلف العلوم كالمنطق والفلسفة والهندسة والحساب والفلك وغيرها، فهو متصل بالفلاسفة الطبيعيين لشهرته في مجال العلوم. | » |

كما اعتبره باحث عصر النهضة الإيطالي جيرولامو كاردانو واحدًا من أعظم العقول الاثنى عشر في العصور الوسطى.

### علم الفلك
اتبع الكندي نظرية بطليموس حول النظام الشمسي، والتي تقول بأن الأرض هي المركز لسلسلة من المجالات متحدة المركز، التي تدور فيها الكواكب والنجوم المعروفة حينها - القمر وعطارد والزهرة والشمس والمريخ والمشتري -، وقال عنها أنها كيانات عقلانية تدور في حركة دائرية، ويقتصر دورها على طاعة الله وعبادته. وقد ساق الكندي إثباتات تجاربية حول تلك الفرضية، قائلاً بأنه اختلاف الفصول ينتج عن اختلاف وضعيات الكواكب والنجوم وأبرزها الشمس؛ وأن أحوال الناس تختلف وفقًا لترتيب الأجرام السماوية فوق بلدانهم. إلا أن كلامه هذا كان غامضًا فيما يتعلق بتأثير الأجرام السماوية على العالم المادي.
افترض في إحدى نظرياته المبنية على أعمال أرسطو، الذي تصور أن حركة هذه الأجرام تسبب الاحتكاك في منطقة جنوب القمر، فتحرك العناصر الأساسية التراب والهواء والنار والماء، والتي تتجمع لتكوين كل ما في العالم المادي. ومن وجهة نظر بديلة، وجدت في أطروحته «عن الأشعة»، هو أن الكواكب تتحرك في خطوط مستقيمة. وفي كلا الفرضيتان، قدم الكندي وجهتي نظر تختلفان اختلافًا جوهريًا عن طبيعة التفاعلات المادية، وهما التفاعل عن طريق الاتصال، والتفاعل عن بعد. تكررت تلك الفرضيتان في كتاباته في علم البصريات.
شملت أعمال الكندي الفلكية البارزة، كتاب «الحكم على النجوم» وهو من أربعين فصلاً في صورة أسئلة وأجوبة، وأطروحات حول «أشعة النجوم» و«تغيرات الطقس» و«الكسوف» و«روحانيات الكواكب».

### الطب والكيمياء
للكندي أكثر من ثلاثين أطروحة في الطب، والتي تأثرت فيها بأفكار جالينوس. أهم أعماله في هذا المجال هو كتاب رسالة في قدر منفعة صناعة الطب، والذي أوضح فيه كيفية استخدام الرياضيات في الطب، ولا سيما في مجال الصيدلة. على سبيل المثال، وضع الكندي مقياس رياضي لتحديد فعالية الدواء، إضافة إلى نظام يعتمد على أطوار القمر، يسمح للطبيب بتحديد الأيام الحرجة لمرض المريض.
وفي الكيمياء، عارض الكندي أفكار الخيمياء، القائلة بإمكانية استخراج المعادن الكريمة أو الثمينة كالذهب من المعادن الخسيسة، في رسالة سماها «كتاب في إبطال دعوى من يدعي صنعة الذهب والفضة». كما أسس الكندي وجابر بن حيان صناعة العطور، وأجرى أبحاثًا واسعة وتجارب في الجمع بين روائح النباتات عن طريق تحويلها إلى زيوت.

### البصريات
اعتقد أرسطو لكي يرى الإنسان، يجب أن يكون هناك وسط شفاف بين العين والجسم، يملؤه الضوء، إذا تحقق ذلك، تنتقل صورة الشئ للعين. من ناحية أخرى، اعتقد إقليدس أن الرؤية تحدث نتيجة خروج أشعة في خطوط مستقيمة من العين على كائن ما وتنعكس ثانية إلى العين. لكي يحدد الكندي أي من النظريتين أرجح، جرب الطريقتين. فعلى سبيل المثال، لم تكن نظرية أرسطو قادرة على تفسير تأثير زاوية الرؤية على رؤية الأشياء، فلو نظرنا للدائرة من الجانب، فستبدو كخط. ووفقًا لأرسطو، كان يجب أن تبدو كدائرة كاملة للعين. من ناحية أخرى، كانت نظرية إقليدس تحتوي على بعد حجمي، فكانت قادرة على تفسير تلك المسألة، فضلاً عن تفسيرها لطول الظلال والانعكاسات في المرايا، لأنه اعتمد على أن الأشعة لا تنتقل إلا في خطوط مستقيمة. لهذا السبب، رجح الكندي نظرية إقليدس، وتوصل إلى «أن كل شيء في العالم... تنبعث منه أشعة في كل اتجاه، وهي التي تملأ العالم كله». اعتمدها ابن الهيثم وروجر بيكون وويتلو وغيرهم.

### الرياضيات
ألف الكندي أعمالاً في عدد من الموضوعات الرياضية الهامة، بما فيها الهندسة والحساب والأرقام الهندية وتوافق الأرقام والخطوط وضرب الأعداد والأعداد النسبية وحساب الوقت. كما كتب أربعة مجلدات، بعنوان «كتاب في استعمال الأعداد الهندية»، الذي ساهم كثيرًا في نشر النظام الهندي للترقيم في منطقة الشرق الأوسط وأوروبا. في الهندسة، كتب الكندي عن مسلمة التوازي، وفي أحد أعماله الرياضية حاول إثبات بفكر الفيلسوف دحض فكرة خلود العالم، بإثبات أن اللا نهاية فكرة سخيفة رياضيا ومنطقيًا.

### التعمية

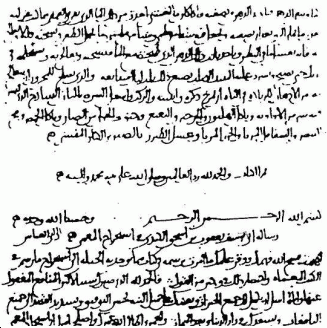
الصفحة الأولى من مخطوطة «رسالة في استخراج المعمى»، التي تحتوي على أقدم وصف معروف حول استخراج المعمى.

أنواع التعمية واستخراج المُعَمَّى حسب الكندي.

كان الكندي رائدًا في التعمية واستخراج المعمى -أي علم التعمية-، كما كان له الفضل في تطوير طريقة يمكن بواسطتها تحليل الاختلافات في وتيرة حدوث الحروف واستغلالها لاستخراج المعمى،
اكتشف ذلك في مخطوطة وجدت مؤخرًا في الأرشيف العثماني في إسطنبول، بعنوان «رسالة في استخراج المعمى»، والتي أوضح فيها أساليب استخراج المعمى، والتعمية والتحليل الإحصائي للرسائل باللغة العربية.

### قواعد الموسيقى
كان الكندي أول من وضع قواعد للموسيقى في العالم العربي والإسلامي. فاقترح إضافة الوتر الخامس إلى العود، وقد وضع الكندي سلمًا موسيقيًا ما زال يستخدم في الموسيقى العربية من أثنتي عشرة نغمة، وتفوق على الموسيقيين اليونانيين في استخدام الثمن. كما أدرك أيضًا على التأثير العلاجي للموسيقى، وحاول علاج صبي مشلول شللاً رباعيًا بالموسيقى.
للكندي خمسة عشر أطروحة في نظرية الموسيقى، لم يبق منها سوى خمسة فقط، وهو أول من أدخل كلمة «موسيقى» للغة العربية، ومنها انتقلت إلى الفارسية والتركية، وعدة لغات أخرى في العالم الإسلامي.

### الفلسفة
كان جهد الكندي الأكبر في تطوير الفلسفة الإسلامية، هو محاولته لتقريب الفكر الفلسفي اليوناني، وجعله مقبولاً عند جمهور المسلمين، من خلال عمله في بيت الحكمة في بغداد، ومن خلال ترجمته للعديد من النصوص الفلسفية الهامة، أدخل الكندي الكثير من المفردات الفلسفية إلى اللغة العربية. قطعًا، لولا أعمال الكندي الفلسفية، لما تمكن الفلاسفة مثل الفارابي وابن سينا والغزالي من التوصل إلى ما توصلوا إليه.
في كتاباته، كان واحدًا من الاهتمامات الكندي الرئيسية للتدليل على التوافق بين الفلسفة واللاهوت الطبيعي من جهة، وعلم الكلام من جهة أخرى. على الرغم من ذلك، فقد قال الكندي أنه يعتقد أن الوحي هو مصدر المعرفة للعقل، لأن مسائل الإيمان المسلم بها لا يمكن استيعابها. كان نهج الكندي الفلسفي بدائيًا، واعتبره المفكرين في وقت لاحق غير مقنع - ربما لأنه كان الفيلسوف الأول الذي يكتب بالعربية -، إلا أنه أدخل بنجاح الفكر الأرسطي والأفلاطوني المحدث إلى الفكر الفلسفي الإسلامي، فكان ذلك عاملاً مهمًا في إدخال تعميم الفلسفة اليونانية إلى الفكر الفلسفي الإسلامي.

#### مدرسته الفلسفية
يعد الكندي أول فيلسوف مسلم حقيقي، وقد تأثر إلى حد كبير بفكر فلاسفة المدرسة الأفلاطونية المحدثة أمثال بروكليوس وأفلوطين وجون فيلوبونوس، وإن كان قد تأثر ببعض أفكار المدارس الفلسفية الأخرى. وقد استشهد الكندي أيضًا في كتاباته الفلسفية بأرسطو، لكنه حاول إعادة صياغتها في إطار الفلسفة الأفلاطونية المحدثة، ويبدو ذلك أكثر وضوحًا في آرائه حول ما وراء الطبيعة وطبيعة الله. قديمًا، كان يعتقد أن الكندي متأثر بفكر المعتزلة، وذلك بسبب اهتمامه وإياهم بمسألة توحيد الله. ومع ذلك، أثبتت الدراسات الحديثة، أنها كانت مصادفة، فهو يختلف معهم حول عدد من موضوعات عقائدهم.

#### ما وراء الطبيعة
اعتقد الكندي أن هدف اهتمامات ما وراء الطبيعة من دراسة طبيعة الوجود وتفسير الظواهر الأساسية في الطبيعة ومستويات الوجود وأنواع الكيانات الموجودة في العالم والعلاقة بينها، هو معرفة الله. لهذا السبب، فرّق الكندي بين الفلسفة والإلهيات، لأن كلاهما يناقش نفس الموضوع. عارضه الفلاسفة اللاحقين، وبخاصة الفارابي وابن سينا، بشدة بشأن هذه المسألة، قائلين بأن ما وراء الطبيعة تهتم بطبيعة الوجود، وبالتالي، فهي تتعرض لطبيعة الله.
تركز فهم الكندي لما وراء الطبيعة حول الوحدانية المطلقة لله، التي اعتبرها سمة مفردة فقط لله. ومن هذا المنطلق، فإن كل شيء يوصف بأنه «واحد»، هو في الواقع «واحد» و«متعدد» في ذات الوقت. فعلى سبيل المثال، الجسم واحد، لكنه يتألف أيضًا من العديد من الأجزاء المختلفة. وقد يقول الشخص «أرى فيلاً»، وهو يعني أنه يرى فيلاً واحدًا، لكن الفيل مصطلح يشير إلى نوع من أنواع الحيوانات التي تحتوي على عدد من هذا الحيوان. لذلك، فالله وحده «الواحد» وحدانية مطلقة، لا تعددية فيها، دلّ ذلك على فهم عميق للغاية، وإنكار وصف الله بأي وصف يمكن أن يوصف به غيره.
إضافة إلى إفراد الوحدانية المطلقة لله، وصف الكندي الله بـ «الخالق»، وقد خالف في تصوره الفلاسفة الأفلاطونيين المحدثين المسلمين اللاحقين حول كون الله المسبب للأسباب، فهو يرى أن الله المسبب للأسباب لأن كل الأسباب تحدث بإرادته. كان ذلك التصور أمرًا مهمًا في مراحل تطور الفلسفة الإسلامية، حيث قرّبت بين تصورات الفلسفة الأرسطية ومفهوم الله عند المسلمين.

#### نظرية المعرفة

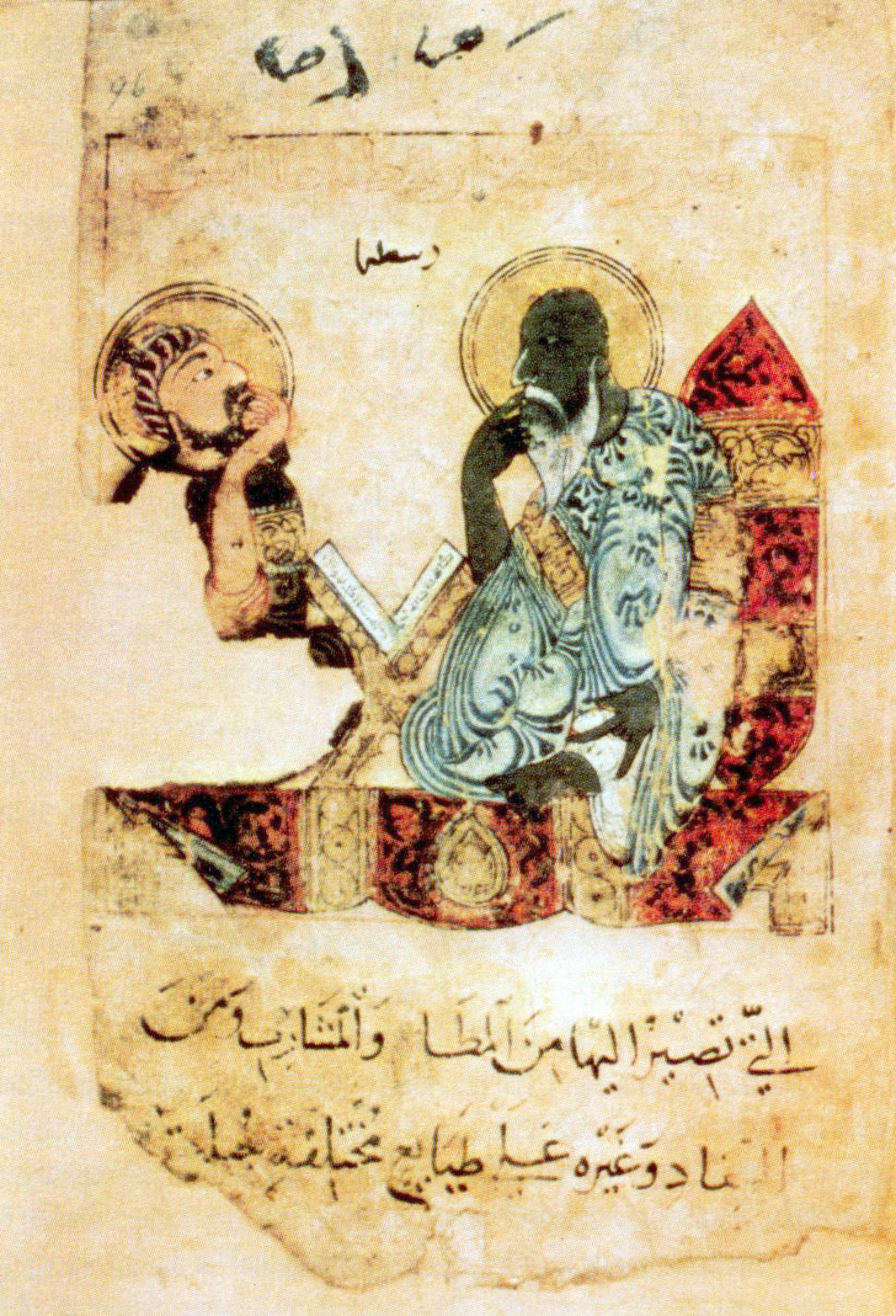
تصور إسلامي قديم لأرسطو

للكندي نظرية تقول بأن الله خلق العقل أولاً، ومن خلاله خلق الله جميع الأشياء الأخرى. وبغض النظر عن أهميتها الميتافيزيقية الواضحة، فهي تظهر تأثر الكندي بالواقعية الأفلاطونية.
وفقًا لأفلاطون، فكل شيء موجود في العالم المادي، يرتبط ببعض الأشكال المسلم بها في عالم السماء. هذه الأشكال هي في الحقيقة مفاهيم مجردة كالنوع أو الجودة أو العلاقة، التي تنطبق على جميع الأشياء المادية والكائنات. على سبيل المثال، التفاحة الحمراء تستمد جودة احمرارها من عالمها الخاص. وقد أكد الكندي أن البشر لا يمكنهم تصور تلك الأشياء إلا بمساعدة خارجية. وبعبارة أخرى، أن العقل لا يمكنه فهم الأشياء ببساطة عن طريق فحص واحدة من النوع أو أكثر من مثيلاتها، وأن الأشياء لا تدرك إلا عن طريق التأمل والإدراك بالعقل أولاً.
استخدم الكندي مثالاً لشرح نظريته بالقياس، فقال أن الخشب في الأساس ساخن في حالة كُمون، ولكنه يتطلب شيءًا آخر ساخن فعليًا كالنار، ليظهر ذلك. وبمجرد أن يفهم العقل البشري طبيعة الأشياء، تصبح جزءً من «العقل المكتسب» للفرد، ويتوصل لتلك النتائج متى شاء.

#### الروح والحياة الآخرة
رأى الكندي أن الروح هي شيء غير مادي، يرتبط بالعالم المادي عن طريق تواجدها في الجسد المادي. لشرح طبيعة وجودنا الدنيوي، أخذ الكندي بفكرة أبكتاتوس، الذي وصف الوجود البشري بسفينة في رحلة عبر المحيط، راسية مؤقتًا على جزيرة، وسمحت لركابها بالنزول، وأن الركاب الذين بقوا لفترة طويلة على الجزيرة، قد تتركهم السفينة عندما تبحر مجددًا. فسر الكندي المثال بمفهوم رواقي، أننا يجب ألَّا نرتبط بالأشياء المادية (التي تمثلها الجزيرة)، التي ستزول عنا (عند رحيل السفينة). ثم ربط ذلك بفكرة أفلاطونية محدثة، عندما قال أن أرواحنا يمكن أن نتركها تنساق لتحقيق رغباتنا أو نتحكم بها بعقلانية، فالأولى تنتهي بموت الجسم، أما الأخيرة فتحرر الروح من الجسد لتخلد «في نور الله» في عالم من النعيم الأبدي.

#### العلاقة بين الوحي والفلسفة
رأى الكندي أن النبوة والفلسفة طريقتان مختلفتان للوصول إلى الحقيقة، وقد فرّق بينهما في أربعة أوجه:
- أولاً، في الوقت الذي يتوجب على الشخص أن يخضع لفترة طويلة من التدريب والدراسة ليصبح فيلسوف، فإن النبوة يسبغها الله على أحد البشر.
- ثانيًا، أن الفيلسوف يصل إلى الحقيقة بتفكيره وبصعوبة بالغة، بينما النبي يهديه الله إلى الحقيقة.
- ثالثا، فهم النبي للحقيقة أوضح وأشمل من فهم الفيلسوف.
- رابعا، قدرة النبي على شرح الحقيقة للناس العاديين، أفضل من قدرة الفيلسوف.

لذا استخلص الكندي أن النبي يتفوق على الفيلسوف في أمرين السهولة والدقة التي يتوصل بها للحقيقة، والطريقة التي كان يقدم بها الحقيقة للعوام. ومع ذلك، فكلاهما يسعى لهدف واحد. لذا، يرى الباحثون الغربيون، أن الكندي وضع فوارق بسيطة بين النبوة والفلسفة.
إضافة إلى ذلك، نظر الكندي للرؤى النبوية من وجهة نظر واقعية، فقال أن هناك بعض النفوس «النقية» المعدة إعدادًا جيدًا، قادرة على رؤية أحداث المستقبل. لم يربط الكندي تلك الرؤى أو الأحلام بوحي من الله، لكن بدلاً من ذلك قال أن التخيل يجعل الإنسان قادرًا على إدراك «هيئة» الأشياء دون الحاجة إلى لمس الكيان المادي لتلك الأشياء. لذلك، فإن أي شخص نقي النفس سيكون قادرًا على رؤية مثل تلك الرؤى. هذه الفكرة على وجه التحديد، من بين كل التفسيرات الأخرى للمعجزات النبوية التي هاجمها الغزالي في كتابه «تهافت الفلاسفة».

#### الاعتراضات على فكره
رغم أن الكندي أوضح فائدة الفلسفة في الإجابة على الأسئلة ذات الطابع الديني، إلا أن العديد من المفكرين الإسلاميين عارضوا أفكاره تلك، وليس كما يظن البعض أنهم عارضوا الفلسفة لأنها «علمًا أجنبيًا». يشير «أوليفر ليمان» الخبير في الفلسفة الإسلامية، إلى أن اعتراضات علماء الدين البارزين لم تكن على الفلسفة في حد ذاتها، ولكن كانت على الاستنتاجات التي توصل إليها الفلاسفة. وحتى الغزالي - الذي اشتهر بنقده للفلاسفة - كان خبيرًا بالفلسفة والمنطق، وانتقاداته كانت معارضة لاستنتاجات خاطئة تتعارض مع الدين، وأهمها خطأ الاعتقاد في أزلية الكون مع الله، وإنكار بعث الجسد، والقول بأن الله على علم بالمسلمات المجردة فقط، وليس بالأمور الخاصة.
خلال حياته، حظي الكندي باهتمام الخليفتين المأمون والمعتصم بالله اللذان أيدا فكر المعتزلة، وهو ما افتقد إليه في نهاية حياته عندما تولى الخليفة المتوكل على الله الذي غير مذهبه من الاعتزال إلى مذهب أهل السنة والجماعة، وبدأ في اضطهاد المدارس الفكرية الأخرى بما في ذلك الفلاسفة. في زمانه، تعرض الكندي للانتقاد لاعتباره «العقل» جوهر التقرب لله. كما خالف أيضًا المعتزلة، في حكمهم حول الصغائر. وقد مهّدت مسائل الكندي الفلسفية للجدل الكبير بين الفلاسفة ورجال الدين، التي تعرض لها الغزالي بالكامل في كتابه تهافت الفلاسفة.

## مؤلفاته

طابع بريدي سوري يُظهر صورة تَخيُلية للكندي بمناسبة مرور 1150 سنة على وفاته.

وفقًا لابن النديم، كتب الكندي على الأقل مئتان وستين كتابًا، منها اثنان وثلاثون في الهندسة، واثنان وعشرون في كل من الفلسفة والطب، وتسع كتب في المنطق واثنا عشر كتابًا في الفيزياء، بينما عدّ ابن أبي أصيبعة كتبه بمائتين وثمانين كتابًا. على الرغم من أن الكثير من مؤلفاته فقدت، فقد كان للكندي تأثيرًا في مجالات الفيزياء والرياضيات والطب والفلسفة والموسيقى استمر لعدة قرون، عن طريق الترجمات اللاتينية التي ترجمها جيرارد الكريموني، وبعض المخطوطات العربية الأخرى، أهمها الأربع وعشرون مخطوطة من أعماله المحفوظة في مكتبة تركية منذ منتصف القرن العشرين.
تناولت مواضيع مختلفة منها الفلسفة والمنطق والحساب والهندسة والفلك والطب والكيمياء والفيزياء وعلم النفس والأخلاقيات وتصنيف المعادن والجواهر. ومن مؤلفاته:
| في الفلسفة - الفلسفة الأولى فيما دون الطبيعيات والتوحيد. - كتاب الحث على تعلم الفلسفة. - رسالة في أن لا تنال الفلسفة إلا بعلم الرياضيات. في المنطق - رسالة في المدخل المنطقي باستيفاء القول فيه. - رسالة في الاحتراس من خدع السفسطائيين. في علم النفس - رسالة في علة النوم والرؤيا وما ترمز به النفس. في الموسيقى - رسالة في المدخل إلى صناعة الموسيقى. - رسالة في الإيقاع. | في الفلك - رسالة في علل الأوضاع النجومية. - رسالة في علل أحداث الجو. - رسالة في ظاهريات الفلك. - رسالة في صنعة الاسطرلاب. في الحساب - رسالة في المدخل إلى الأرثماطيقى: خمس مقالات. - رسالة في استعمال الحساب الهندسي: أربع مقالات. - رسالة في تأليف الأعداد. - رسالة في الكمية المضافة. - رسالة في النسب الزمنية. في الهندسة - رسالة في الكريات. - رسالة في أغراض إقليدس. - رسالة في تقريب وتر الدائرة. - رسالة في كيفية عمل دائرة مساوية لسطح إسطوانة مفروضة. | في الطب - رسالة في الطب البقراطي. - رسالة في وجع المعدة والنقرس. - رسالة في أشفية السموم. في الفيزياء - رسالة في اختلاف مناظر المرآة. - رسالة في سعار المرآة. - رسالة في المد والجزر. في الكيمياء - رسالة في كيمياء العطر. - رسالة في العطر وأنواعه. - رسالة في التنبيه على خدع الكيميائيين. في التصنيف - رسالة في أنواع الجواهر الثمينة وغيرها. - رسالة في أنواع السيوف والحديد. - رسالة في أنواع الحجارة. |

## التأثيرات على الكندي

### التأثيرات اليونانية
في ضوء دوره البارز في حركة الترجمة، إن أعمال الكندي مليئة بأفكار من الثقافة اليونانية. إن أعماله الفلسفية مدينة بشكل جزئي للمؤلفين الرياضيين والعلماء المترجمين في أيامه، على سبيل المثال نيقوماخس الجرشي؛ كما أثر إقليدس على منهجيته ورياضياته. ولكن كان تأثير أرسطو على فلسفته هو الأكثر أهمية، حيث شغل الجزء الأكبر من أطروحة الكندي «رسالة في كمية كتب أرسطو طاليس وما يحتاج إليه في تحصيل الفلسفة». يوفر هذا العمل نظرة شاملة إلى حد ما على مجموعة أرسطو، على الرغم من أن الكندي لم يقرأ بوضوح بعض المقالات التي ناقشها.
في شرح الكندي لمفهومه عن الميتافيزيقيا، يبدو أنه يخلط بين الميتافيزيقيا واللاهوت ويظهر هذا جلياً في افتتاحية كتاب «رسالة إلى المعتصم بالله في الفلسفة الأولى»، والتي جاء بها «لأن كل ما له أنية له حقيقة، فالحق اضطراراً موجود إذن الأنيات موجودة. وأشرف الفلسفة وأعلاها مرتبة الفلسفة الأولى: أعني علم الحق الأول الذي هو علة كل حق». وبالفعل كان لميتافيزيقيا أرسطو تأثير كبير على هذا العمل. ومع ذلك، كما هو الحال في كتابات الكندي الفلسفية، فإن رسالة «الفلسفة الأولى» تضم الكثير من الأفكار المستنبطة من الترجمات الأفلاطونية.
تعد رسالة «الفلسفة الأولى»، مثالًا جيدًا على الطريقة التي يجمع بها الكندي بين الأفكار الأفلاطونية والأرسطية في رؤيته لفلسفة متماسكة مستمدة من الإغريق. لقد تم بالفعل إعداد الطريق لهذا المفهوم الشامل للإرث اليوناني من قبل الأفلاطونيين أنفسهم، الذين تفسر تعليقاتهم على أرسطو الميول المنسقة الواضحة عند الكندي. كان الكندي على أي حال حريصاً على التقليل من حدة أي توترات بين الفلاسفة اليونانيين، أو أي إخفاقات من قبل المفكرين اليونانيين. على سبيل المثال، لم يعطِ الكندي أي تلميح حول موقفه من الخلود في العالم بشكل متعارض مع أرسطو (ومن المثير للاهتمام أنه أكثر استعداداً للتعرف على أوجه القصور من جانب المفكرين العلميين اليونانيين، على سبيل المثال في بصريات إقليدس). لاحقاً في القسم الأول من رسالة الفلسفة الأولى، أطلق الكندي سيلاً من الإهانات ضد المعاصرين الذين لم يكشف عن هويتهم والذين ينتقدون استخدام الأفكار اليونانية:
على الرغم من أن الكندي لم يكن ثابتاً في دعمه للأفكار المنشورة في مشروع الترجمة، إلا أنه تأثر حتماً بالتيارات الفكرية المعاصرة له. هذا يظهر بشكل أوضح عندما يستخدم الكندي الأفكار اليونانية للتعامل مع مشاكل عصره، خاصة في مجال اللاهوت.

### التأثيرات المعاصرة

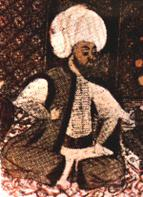
مَخطوطة إسلامية منَ العُصور الوسطى (حَوالي 900م) تصور الكندي.

إن كل من معاملة الكندي للسمات الإلهية وآرائه حول الخلق مثالان على ارتباط الكندي بالأفكار المعاصرة؛ ويمكننا ملاحظة أن الكندي حمل وجهة نظر متشددة بشأن مسألة الصفات الإلهية، على أساس أن التكهن يعني دائماً التعددية، في حين أن الله واحد بلا أي قيود. تم مقارنة هذا بمكانة المعتزلة التي كانت تجمع العلماء والفقهاء المعاصرين في القرن التاسع. قد يكون تأثير المعتزلة حاضراً عند الكندي في نظريته التي تقول «نشوء الكون من دون الكون».
يستخدم الكندي الفلسفة للدفاع عن الإسلام وتفسيره في العديد من الأعمال. كتب مقالة قصيرة تهاجم المذهب المسيحي للثالوث، مستخدماً مفاهيم مستقاة من إيساغوجي؛ دحض الكندي كان موضوعاً للنقد في القرن العاشر من قبل الفيلسوف المسيحي يحيى بن عدي. في حين أن هذا هو العمل الوحيد الموجود في الخلاف اللاهوتي، إلا أن المعلومات المنقولة عن ابن النديم أنه كتب أطروحات أخرى حول مواضيع مماثلة. تحتوي مدونته أيضاً على مقاطع يشرح بها معاني بعض مقاطع القرآن.
تظهر الرغبة في دمج الأفكار اليونانية مع ثقافته بطريقة مختلفة من خلال بعض التعاريف (قائمة بالمصطلحات الفلسفية التقنية مع تعريفها). ينسب هذا العمل إلى الكندي، وعلى الرغم من أن قد شكّك بصحته، إلا أنه شبه مؤكد أنّه على الأقل من إنتاج دائرة الكندي. تتوافق معظم المصطلحات المحددة مع المصطلحات الفنية اليونانية، وبالتالي تبنى مصطلحات فلسفية عربية تهدف إلى أن تكون مساوية لمصطلحات الإغريق. من اللافت للنظر أنه في وقت مبكر من التقاليد الفلسفية العربية، كانت هناك بالفعل حاجة ملحوظة إلى لغة تقنية جديدة لتوصيل الأفكار الفلسفية في بيئة مختلفة (وبالطبع من أجل ترجمة اليونانية إلى العربية).

## الإرث
لم يبرز تفاؤل الكندي حول هذه المواضيع في الأجيال اللاحقة، ولكن من بين المفكرين الذين تأثروا بالكندي، يمكن ملاحظة الميل المستمر لمواءمة الفلسفة الأجنبية مع التطورات الأصلية للثقافة الإسلامية. هذه إحدى سمات ما يمكن تسميته بـ«التقليد الكندي»، وهو تيار فكري يمتد حتى القرن العاشر، والذي يمثله بشكل واضح طلاب الجيلين الأول والثاني من طلاب الكندي. من أبرز هؤلاء المفكرين كان العميري، وهو مفكر أفلاطوني معروف، وقد كان طالباً من الجيل الثاني لطلاب الكندي.
مع أن المؤلفين الذين كتبوا بالعربية في وقت لاحق من القرن العاشر نادرًا ما استشهدوا بالكندي، إلا أنه كان شخصية مهمة للمؤلفين اللاتينيين في العصور الوسطى. إضافةً إلى ذلك، يمكن القول أن الفلسفة في العالم الإسلامي بحد ذاتها كانت إرثاً واسعاً لعمل الكندي، وهذا الأمر يمكن تفسيره من ناحيتين. أولاً، أصبحت الترجمات التي يتم إنتاجها في دائرة الكنديين نصوص فلسفية قياسية لعدة قرون قادمة، ومن المؤثر خصوصًا أن تكون ترجماتهم لبعض الأعمال الأرسطية (مثل الميتافيزيقيا) وأفلوطين حسب لاهوت أرسطو. ثانياً، على الرغم من أن مؤلفين مثل الفارابي وابن رشد بالكاد يذكرون الكندي بالاسم (الفارابي لا يفعل ذلك أبداً، وابن رشد يفعل ذلك فقط لانتقاد نظريته الدوائية)، فإنهما يواصلان مشروعه الخيري، حيث تعرف ممارسة الفلسفة من خلال المشاركة مع الأعمال الفلسفية اليونانية.

### المعلومات الكاملة للمراجع
الكتب
بالعربية
- أحمد فؤاد الأهواني (1964)، الكندي: فيلسوف العرب، أعلام العرب (26)، القاهرة: المؤسسة المصرية العامة للتأليف والترجمة والطباعة والنشر، OCLC:4770072398، QID:Q133262253
- ابن أبي أصيبعة (1986)، عيون الأنباء في طبقات الأطباء، تحقيق: نزار رضا، بيروت: دار مكتبة الحياة، QID:Q125914528{{استشهاد}}:  صيانة الاستشهاد: ref duplicates default (link)
- ابن الكلبي (1988)، نسب معد واليمن الكبير، تحقيق: ناجي حسن، بيروت: عالم الكتب، QID:Q120648837{{استشهاد}}:  صيانة الاستشهاد: ref duplicates default (link)
- خير الدين الزركلي (2002)، الأعلام: قاموس تراجم لأشهر الرجال والنساء من العرب والمستعربين والمستشرقين (ط. 15)، بيروت: دار العلم للملايين، OCLC:1127653771، QID:Q113504685

بالإنجليزية
- Robert L. Arrington (2001) A Companion to the Philosophers. Oxford: Blackwell. ISBN 0-631-22967-1
- Peter J. King (2004) One Hundred Philosophers. New York: Barron's. ISBN 0-7641-2791-8
- Peter Adamson; Richard C. Taylor, eds. (2005). The Cambridge companion to Arabic philosophy. Cambridge companions to philosophy (بالإنجليزية). Cambridge: Cambridge University Press. ISBN:978-0-521-81743-1. OCLC:55008410. QID:Q133263524.
- Henry Corbin (1993). History of Islamic Philosophy. London: Keagan Paul International.

المقالات المحكمة
- David C. Lindberg (1971). "Alkindi's critique of Euclid's theory of vision". Isis (بالإنجليزية). 62 (4): 469–489. DOI:10.1086/350790. ISSN:0021-1753. PMID:4948770. Zbl:0242.01008. QID:Q47744868.
- Felix Kelin-Franke (2001). "Al-Kindi". History of Islamic Philosophy (2001). Routledge history of world philosophies (بالإنجليزية). 2: 165–178. ISBN:978-0-415-25934-7. QID:Q133500512.
- Lyle D. Broemeling (2011). "An Account of Early Statistical Inference in Arab Cryptology". The American Statistician (بالإنجليزية). 65 (4): 255–257. DOI:10.1198/TAS.2011.10191. ISSN:0003-1305. QID:Q29012822.

## وصلات خارجية
- كوبر، كلن م. (2007). "الكندي: أبو يوسف إسحاق بن يعقوب الكندي". موسوعة أعلام الفلكيين. نيويورك: شبرينغر. ص. 635–6. ISBN:978-0-387-31022-0. مؤرشف من الأصل في 2020-01-08. (نسخة بي دي أف)
- الكندي — مشاهير المسلمين
- موقع الكندي — الفلسفة الإسلامية أونلاين
- د. مشهد العلَّاف - ثلاثة مقالات وضعها الكندي في قسم الفلسفة الإسلامية